# Eohippus

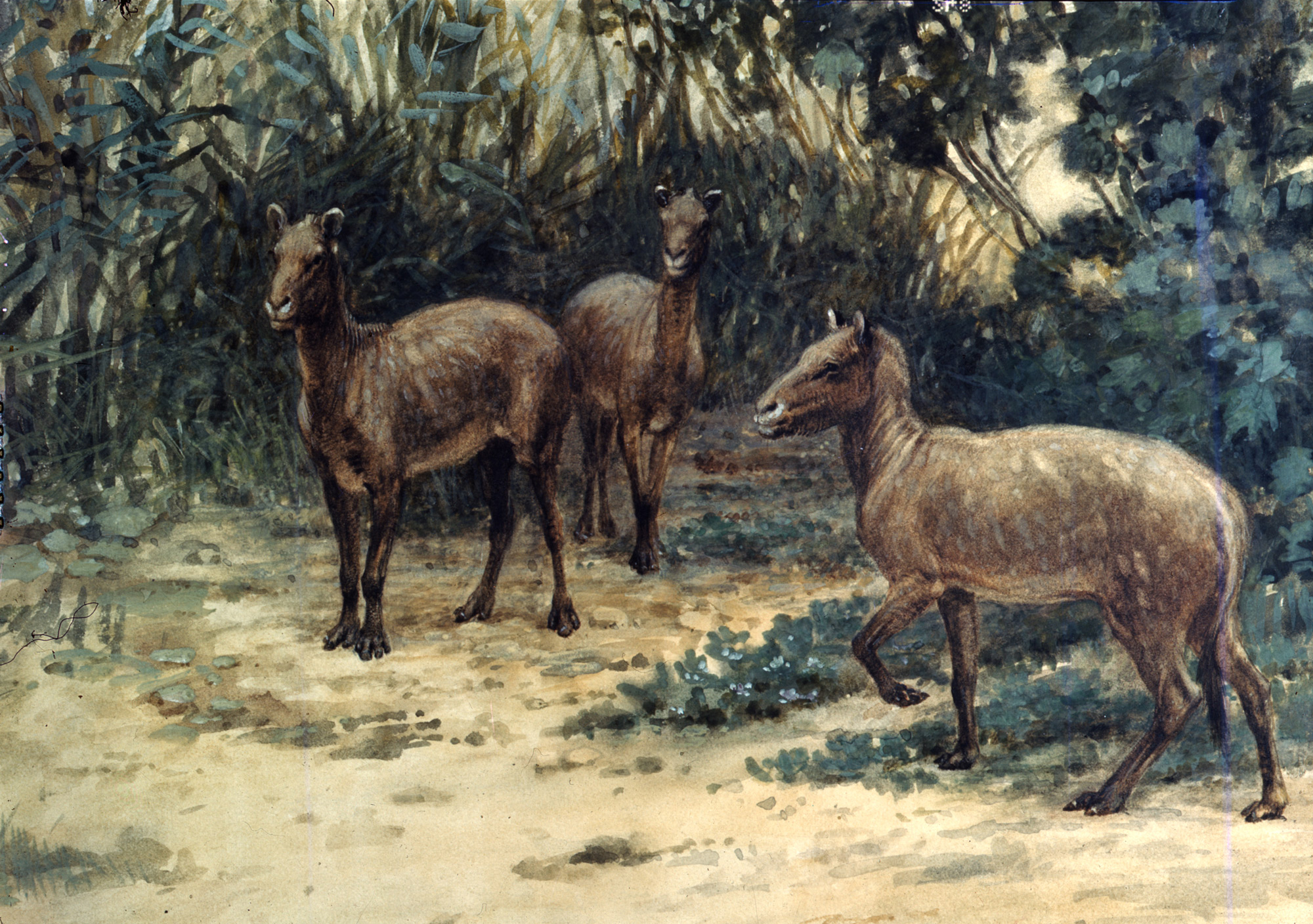
Restauração por Charles Knight

Eohippus é um gênero extinto de pequenos ungulados de equídeos. A única espécie é E. angustidens, que por muito tempo foi considerada uma espécie de Hyracotherium. Seus restos mortais foram identificados na América do Norte e datam do estágio inicial do Eoceno (Ypresiano).
Em 1876, Othniel C. Marsh descreveu um esqueleto como Eohippus validus, do em grego:  ἠώς  (eōs, 'amanhecer') e ἵππος (hippos, 'cavalo'), significando 'cavalo do amanhecer'. Suas semelhanças com os fósseis descritos por Richard Owen foram formalmente apontadas em um artigo de 1932 por Clive Forster Cooper. E. validus foi transferido para o gênero Hyracotherium, que tinha prioridade como nome para o gênero, com Eohippus se tornando um sinônimo júnior desse gênero. Recentemente, descobriu-se que Hyracotherium é um grupo parafilético de espécies e o gênero agora inclui apenas H. leporinum. Foi descoberto que E. validus é idêntico a uma espécie nomeada anteriormente, Hyracotherium angustidens (Cope, 1875), e o binômio resultante é, portanto, Eohippus angustidens.

## Comentários de Stephen Jay Gould
Em seu ensaio de 1991, "O caso do clone do Fox Terrier Creeping", Stephen Jay Gould lamentou a prevalência de uma frase muito repetida para indicar o tamanho do Eohippus ("o tamanho de um pequeno Fox Terrier"), embora a maioria os leitores não estão familiarizados com essa raça de cachorro. Ele concluiu que a frase teve sua origem em um panfleto amplamente distribuído por Henry Fairfield Osborn e propôs que Osborn, um afiado caçador de raposas, poderia ter feito uma associação natural entre seus cavalos e os cães que os acompanhavam. Eohippus tinha aproximadamente 12 polegadas (30 cm) altura no ombro, comparável a um Fox Terrier, que tem até 13 polegadas (33 cm) altura no ombro.